# Mercurialis elliptica
El almendrillo hembra (Mercurialis elliptica) es una especie perteneciente a la familia Euphorbiaceae.

## Descripción
Es una planta perenne, dioica, multicaule, glabra. Tallos 50-60 cm de altura, erectos, delgados,leñosos, ramificados, foliosos hasta la base, con los ángulos levemente engrosados,verdosos, glaucos; entrenudos de ordinario mayores que las hojas; cepa gruesa, leñosa, cilíndrica, grisácea. Hojas  de 18-40(50) x 6-12(17) mm, planas, elípticas o elíptico-lanceoladas, obtusas, atenuadas, crenado-dentadas, con dientes obtusos, coriáceas; pecíolo 4-8(10) mm, delgado; estípulas 1-1,5 x0,2-0,3 mm, verdosas, estrechamente triangulares, agudas, patentes o reflejas. Flores masculinas sentadas, agrupadas en glomérulos (6-8), dispuestos en una inflorescencia espiciforme axilar hasta de 5 cm, más larga que la hoja correspondiente,sobre un pedúnculo glabro de 2-3 cm; flores femeninas, axilares, solitarias o en verticilos de hasta 5 flores, dispuestas sobre un pedúnculo corto (4-8 mm). Sépalos c. 1,5 mm, anchamente ovados, glabros, verdosos. Fruto 3-3,5 x 3,5-4 mm, glabro; pedúnculo de hasta 10 (20) mm en la madurez, más corto que las hojas correspondientes. Semillas 2,2-2,5 x 1,8-2 mm, anchamenteovoideas, lisas, de color gris obscuro.

## Distribución y hábitat
Se encuentra en lugares ruderalizados, sobre suelos ácidos, arenas y areniscas, del litoral y del interior; a una altitud de 0-500 metros. Es un endemismo ibero-mauritano, de la península ibérica y Norte de África.

## Taxonomía
Mercurialis elliptica fue descrita por Jean-Baptiste Lamarck y publicado en Encyclopédie Méthodique, Botanique 4: 119. 1797.
Etimología
Mercurialis: nombre genérico que hace referencia a Mercurio, dios del comercio en la mitología romana, a quien se atribuye el descubrimiento de las propiedades medicinales de esta planta.
elliptica: epíteto griego de ελλειψιϛ, εωϛ que significa "elíptica".

## Nombre común
- Castellano: almendrillo hembra, almendrillo macho, mercurial tremesina hembra, mercurial tremesina macho.[6]